# Duguetia dimorphopetala
Duguetia dimorphopetala R.E.Fr. – gatunek rośliny z rodziny flaszowcowatych (Annonaceae Juss.). Występuje naturalnie w południowo-wschodniej Kolumbii, południowej Wenezueli oraz północno-zachodniej części Brazylii. 

## Morfologia
PokrójZimozielone drzewo lub krzew dorastające do 1–5 m wysokości. Młode pędy są owłosione.
LiścieMają owalnie podłużny kształt. Mierzą 6–17 cm długości oraz 2–6 cm szerokości. Są skórzaste, owłosione od spodu. Blaszka liściowa jest o ostrym lub spiczastym wierzchołku.
KwiatySą pojedyncze, rozwijają się w kątach pędów. Działki kielicha mają owalny kształt i dorastają do 10–15 mm długości. Płatki mają żółtą lub kremową barwę i osiągają do 20–40 mm długości.
OwoceZebrane po 50–60 w owocostan o prawie kulistym kształcie. Osiągają 25–40 mm średnicy.

## Biologia i ekologia
Rośnie na sawannach oraz w zaroślach. Występuje na terenach nizinnych.